# Paracolochirus
Paracolochirus is een geslacht van zeekomkommers uit de familie Cucumariidae.

## Soorten
- Paracolochirus mysticus (Deichmann, 1930)